# Sakura Yosozumi
Sakura Yosozumi (四十住 さくら Yosozumi Sakura?), född 15 mars 2002, är en japansk skateboardåkare.

## Karriär
Vid olympiska sommarspelen 2020 i Tokyo tävlade Yosozumi i den första upplagan av skateboard som OS-gren och tog då guld i park.